# Liste des constructeurs de Formule 1
Un constructeur de Formule 1 conçoit et construit les monoplaces engagées par les écuries de Formule 1 en championnat du monde de Formule 1. Certains constructeurs disposent de leur propre écurie, d'autres se contentent de fournir des écuries de course, qualifiées dès lors d'écuries privées. 

## Constructeurs de Formule 1 depuis la création du championnat
Cette liste, non exhaustive, répertorie des écuries ayant pris part au championnat du monde depuis sa création en 1950, classées par ordre alphabétique.
Depuis la saison 1983, constructeur et écurie de Formule 1 sont synonymes, chaque équipe développant leur propre châssis.
Mise à jour après le Grand Prix d'Abou Dabi 2018
| Écurie                               | Pays                    | Années en F1                          | Titres constructeurs 1er / 2e / 3e | GP F1 disputés | Victoires |
| ------------------------------------ | ----------------------- | ------------------------------------- | ---------------------------------- | -------------- | --------- |
| Alex von Falkenhausen Motorenbau     | Allemagne               | 1952 - 1953                           | -                                  | 4              | -         |
| Automobiles Gonfaronnaises Sportives | France                  | 1986 - 1991                           | -                                  | 47             | -         |
| Alfa Romeo                           | Italie                  | 1950 - 1985                           | -                                  | 110            | 10        |
| Alfa Special                         | Afrique du Sud          | 1963 - 1965                           | -                                  | 2              | -         |
| Alta Car and Engineering Company     | Royaume-Uni             | 1950 - 1952                           | -                                  | 5              | -         |
| Chris Amon Racing                    | Nouvelle-Zélande        | 1974                                  | -                                  | 1              | -         |
| Andrea Moda Formula                  | Italie                  | 1992                                  | -                                  | 1              | -         |
| Arrows                               | Royaume-Uni             | 1978 - 2002                           | -                                  | 291            | -         |
| Aston                                | Royaume-Uni             | 1952                                  | -                                  | 2              | -         |
| David Brown Corporation              | Royaume-Uni             | 1959 - 1960                           | -                                  | 5              | -         |
| Automobili Turismo e Sport           | Italie                  | 1963                                  | -                                  | 6              | -         |
| Auto Technisches Spezialzubehör      | Allemagne               | 1977 - 1984                           | -                                  | 89             | -         |
| British American Racing              | Royaume-Uni             | 1999 - 2005                           | -                                  | 117            | -         |
| Bellasi                              | Italie                  | 1970 - 1971                           | -                                  | 2              | -         |
| Benetton Formula                     | Italie / Royaume-Uni    | 1986 - 2001                           | 1 / 1 / 6                          | 260            | 27        |
| BMW                                  | Allemagne               | 1952 - 1953                           | -                                  | 2              | -         |
| BMW Sauber F1 Team                   | Allemagne               | 2006 - 2010                           | 0 / 1 / 1                          | 89             | 1         |
| Boro                                 | Royaume-Uni             | 1976 - 1977                           | -                                  | 6              | -         |
| Brabham Racing Organisation          | Royaume-Uni             | 1962 - 1992                           | 2 / 3 / 5                          | 394            | 35        |
| Brawn GP Formula One Team            | Royaume-Uni             | 2009                                  | 1 / 0 / 0                          | 17             | 8         |
| British Racing Motors                | Royaume-Uni             | 1951 - 1977                           | 1 / 4 / 1                          | 197            | 17        |
| British Racing Partnership           | Royaume-Uni             | 1963 - 1964                           | -                                  | 13             | -         |
| Bugatti                              | France                  | 1956                                  | -                                  | 1              | -         |
| Caterham                             | Malaisie                | 2010 - 2014                           | -                                  | 94             | -         |
| Coloni                               | Italie                  | 1987 - 1991                           | -                                  | 13             | -         |
| Connaught Engineering                | Royaume-Uni             | 1950 - 1959                           | -                                  | 17             | -         |
| Connew Racing Team                   | Royaume-Uni             | 1972                                  | -                                  | 1              | -         |
| Cooper Car Company                   | Royaume-Uni             | 1950 - 1969                           | 2 / 0 / 4                          | 128            | 16        |
| Dallara                              | Italie                  | 1988 - 1992                           | -                                  | 78             | -         |
| De Tomaso                            | Italie                  | 1961 - 1970                           | -                                  | 10             | -         |
| Eagle                                | États-Unis              | 1966 - 1969                           | -                                  | 25             | 1         |
| Eifelland Racing                     | Allemagne               | 1972                                  | -                                  | 8              | -         |
| Emeryson                             | Royaume-Uni             | 1956 - 1962                           | -                                  | 4              | -         |
| Eisenacher Motorenwerk               | Allemagne de l'Est      | 1953                                  | -                                  | 1              | -         |
| Ensign                               | Royaume-Uni             | 1973 - 1982                           | -                                  | 99             | -         |
| English Racing Automobiles           | Royaume-Uni             | 1950 - 1952                           | -                                  | 7              | -         |
| Eurobrun                             | Italie                  | 1988 - 1990                           | -                                  | 14             | -         |
| Ferguson                             | Royaume-Uni             | 1961                                  | -                                  | 1              | -         |
| Scuderia Ferrari                     | Italie                  | 1950 - en cours                       | 16 / 17 / 11                       | 970            | 235       |
| Fittipaldi Automotive                | Brésil                  | 1975 - 1982                           | -                                  | 32             | -         |
| Fondmetal                            | Italie                  | 1991 - 1992                           | -                                  | 19             | -         |
| Footwork Racing                      | Royaume-Uni             | 1991 - 1996                           | -                                  | 91             | -         |
| Force India                          | Inde                    | 2008 - 2018                           | -                                  | 203            | -         |
| Forti Corse                          | Italie                  | 1995 - 1996                           | -                                  | 23             | -         |
| Frazer Nash                          | Royaume-Uni             | 1952                                  | -                                  | 4              | -         |
| Gilby Engineering                    | Royaume-Uni             | 1961 - 1963                           | -                                  | 3              | -         |
| Gordini                              | France                  | 1952 - 1956                           | -                                  | 33             | -         |
| Greifzu                              | Allemagne de l'Est      | 1952                                  | -                                  | 1              | -         |
| Haas F1 Team                         | États-Unis              | 2016 - en cours                       | -                                  | 62             | -         |
| Team Haas Lola                       | États-Unis              | 1985 - 1986                           | -                                  | 20             | -         |
| Hesketh Racing                       | Royaume-Uni             | 1974 - 1978                           | -                                  | 52             | 1         |
| Embassy-Hill                         | Royaume-Uni             | 1973 - 1975                           | -                                  | 10             | -         |
| Honda Racing F1 Team                 | Japon                   | 1964 - 1968, 2006 - 2008              | -                                  | 88             | 3         |
| HRT Formula One Team                 | Espagne                 | 2010 - 2012                           | -                                  | 56             | -         |
| Hersham and Walton Motors            | Royaume-Uni             | 1950 - 1951                           | -                                  | 14             | -         |
| Iso-Marlboro                         | Italie                  | 1973 - 1974                           | -                                  | 30             | -         |
| Jaguar Racing                        | Royaume-Uni             | 2000 - 2004                           | -                                  | 85             | -         |
| JBW                                  | Royaume-Uni             | 1959 - 1961                           | -                                  | 5              | -         |
| Jordan Grand Prix                    | Irlande                 | 1991 - 2005                           | 0 / 0 / 1                          | 250            | 4         |
| Klenk                                | Allemagne               | 1954                                  | -                                  | 1              | -         |
| Kojima Engineering                   | Japon                   | 1976 - 1977                           | -                                  | 2              | -         |
| Kurtis Kraft                         | États-Unis              | 1950 - 1960                           | -                                  | 12             | 5         |
| Scuderia Lancia                      | Italie                  | 1954 - 1955                           | -                                  | 4              | -         |
| Larrousse                            | France                  | 1987 - 1994                           | -                                  | 32             | -         |
| LDS                                  | Afrique du Sud          | 1962 - 1968                           | -                                  | 5              | -         |
| LEC Refrigeration Racing             | Royaume-Uni             | 1977                                  | -                                  | 3              | -         |
| Leyton House Racing                  | Royaume-Uni             | 1990 - 1991                           | -                                  | 30             | -         |
| Ligier                               | France                  | 1976 - 1996                           | 0 / 1 / 1                          | 326            | 9         |
| Lola Cars                            | Royaume-Uni             | 1962 - 1993, 1997                     | -                                  | 149            | -         |
| Team Lotus                           | Royaume-Uni             | 1959 - 1994                           | 7 / 5 / 5                          | 491            | 79        |
| Lotus F1 Team                        | Royaume-Uni             | 2012 - 2015                           | -                                  | 77             | 2         |
| Lyncar                               | Royaume-Uni             | 1975                                  | -                                  | 1              | -         |
| Manor Racing                         | Royaume-Uni             | 2016                                  | -                                  | 21             | -         |
| March Engineering                    | Royaume-Uni             | 1970 - 1992                           | 0 / 0 / 1                          | 197            | 3         |
| Martini                              | France                  | 1978                                  | -                                  | 4              | -         |
| Marussia F1 Team                     | Russie / Royaume-Uni    | 2012 - 2015                           | -                                  | 73             | -         |
| Officine Alfieri Maserati            | Italie                  | 1950 - 1957                           | -                                  | 70             | 9         |
| Matra Sports                         | France                  | 1966 - 1972                           | 1 / 0 / 1                          | 60             | 9         |
| McGuire                              | Australie               | 1977                                  | -                                  | 1              | -         |
| McLaren Racing                       | Royaume-Uni             | 1966 - en cours                       | 8 / 14 / 9                         | 842            | 182       |
| Mercedes Grand Prix                  | Allemagne               | 1954 - 1955, 2010 - en cours          | 5 / 1 / 0                          | 189            | 87        |
| Team Merzario                        | Italie                  | 1978 - 1979                           | -                                  | 10             | -         |
| Midland F1 Racing                    | Russie                  | 2006                                  | -                                  | 18             | -         |
| Minardi                              | Italie                  | 1985 - 2005                           | -                                  | 340            | -         |
| Monteverdi                           | Suisse                  | 1990                                  | -                                  | 1              | -         |
| Onyx                                 | Royaume-Uni             | 1989 - 1990                           | -                                  | 16             | -         |
| O.S.C.A.                             | Italie                  | 1951 - 1953                           | -                                  | 4              | -         |
| Osella                               | Italie                  | 1980 - 1990                           | -                                  | 132            | -         |
| Pacific Racing                       | Royaume-Uni             | 1994 - 1995                           | -                                  | 22             | -         |
| Vel's Parnelli Jones Racing          | États-Unis              | 1974 - 1976                           | -                                  | 16             | -         |
| Penske Racing                        | États-Unis              | 1974 - 1977                           | -                                  | 40             | 1         |
| Politoys                             | Royaume-Uni             | 1972                                  | -                                  | 1              | -         |
| Porsche Team                         | Allemagne               | 1958 - 1964                           | 0 / 0 / 1                          | 31             | 1         |
| Prost Grand Prix                     | France                  | 1997 - 2001                           | -                                  | 83             | -         |
| RAM Racing                           | Royaume-Uni             | 1984 - 1985                           | -                                  | 28             | -         |
| RAM March                            | Royaume-Uni             | 1983                                  | -                                  | 3              | -         |
| Team Rebaque                         | Royaume-Uni             | 1979                                  | -                                  | 1              | -         |
| Red Bull Racing                      | Autriche / Royaume-Uni  | 2005 - en cours                       | 4 / 3 / 2                          | 265            | 59        |
| Renault / Alpine                     | France                  | 1977 - 1985, 2002 - 2011, 2016 - 2020 | 2 / 1 / 4                          | 362            | 35        |
| Rial Racing                          | Allemagne               | 1988 - 1989                           | -                                  | 20             | -         |
| Sauber                               | Suisse                  | 1993 - 2005, 2011 - en cours          | -                                  | 373            | -         |
| Scarab-Reventlow Automobiles         | États-Unis              | 1960                                  | -                                  | 2              | -         |
| Scirocco-Powell                      | États-Unis              | 1963 - 1964                           | -                                  | 5              | -         |
| Shadow Racing Cars                   | États-Unis              | 1973 - 1980                           | -                                  | 104            | 1         |
| Shannon Racing Cars                  | Royaume-Uni             | 1966                                  | -                                  | 1              | -         |
| Simca Gordini                        | France                  | 1950 - 1953                           | -                                  | 14             | -         |
| Simtek                               | Royaume-Uni             | 1994 - 1995                           | -                                  | 21             | -         |
| Spirit Racing                        | Royaume-Uni             | 1983 - 1985                           | -                                  | 23             | -         |
| Spyker F1 Team                       | Pays-Bas                | 2007                                  | -                                  | 17             | -         |
| Stebro                               | Canada                  | 1963                                  | -                                  | 1              | -         |
| Stewart Grand Prix                   | Royaume-Uni             | 1997 - 1999                           | -                                  | 49             | 1         |
| Super Aguri Formula 1 Team           | Japon                   | 2006 - 2008                           | -                                  | 39             | -         |
| Surtees Racing Organisation          | Royaume-Uni             | 1970 - 1978                           | -                                  | 118            | -         |
| Talbot Lago                          | France                  | 1950 - 1951                           | -                                  | 13             | -         |
| Tec Mec                              | Italie                  | 1959                                  | -                                  | 1              | -         |
| Tecno                                | Italie                  | 1972 - 1973                           | -                                  | 10             | -         |
| Theodore Racing                      | Royaume-Uni / Hong Kong | 1978 - 1983                           | -                                  | 33             | -         |
| Token Racing                         | Royaume-Uni             | 1974                                  | -                                  | 3              | -         |
| Toleman                              | Royaume-Uni             | 1981 - 1985                           | -                                  | 57             | -         |
| Scuderia Toro Rosso                  | Italie                  | 2006 - en cours                       | -                                  | 247            | 1         |
| Toyota F1 Team                       | Japon                   | 2002 - 2009                           | -                                  | 139            | -         |
| Trojan-Tauranac Racing               | Royaume-Uni             | 1974                                  | -                                  | 6              | -         |
| Tyrrell Racing                       | Royaume-Uni             | 1970 - 1998                           | 1 / 2 / 2                          | 430            | 23        |
| Vanwall                              | Royaume-Uni             | 1954 - 1960                           | 1 / 0 / 0                          | 28             | 9         |
| Venturi Automobiles                  | France                  | 1992                                  | -                                  | 16             | -         |
| Veritas                              | Allemagne               | 1951 - 1953                           | -                                  | 6              | -         |
| Virgin Racing                        | Russie / Royaume-Uni    | 2010 - 2011                           | -                                  | 38             | -         |
| Williams F1 Team                     | Royaume-Uni             | 1978 - en cours                       | 9 / 6 / 5                          | 698            | 114       |
| Walter Wolf Racing                   | Canada                  | 1977 - 1979                           | -                                  | 47             | 3         |
| Zakspeed                             | Allemagne               | 1985 - 1989                           | -                                  | 53             | -         |

## Constructeurs ayant participé uniquement aux 500 miles d'Indianapolis
| Écurie        | Pays       | Années en F1 | Titres constructeurs 1er / 2e / 3e | GP F1 disputés | Victoires |
| ------------- | ---------- | ------------ | ---------------------------------- | -------------- | --------- |
| Adams         | États-Unis | 1950 - 1951  | -                                  | 1              | -         |
| Bromme        | États-Unis | 1951 - 1954  | -                                  | 4              | -         |
| Christensen   | États-Unis | 1959 - 1960  | -                                  | 2              | -         |
| Deidt         | États-Unis | 1950 - 1952  | -                                  | 3              | -         |
| Del Roy       | États-Unis | 1953         | -                                  | 1              | -         |
| Dunn          | États-Unis | 1957 - 1959  | -                                  | 3              | -         |
| Elder         | États-Unis | 1959         | -                                  | 1              | -         |
| Epperly       | États-Unis | 1962         | -                                  | 5              | 2         |
| Ewing         | États-Unis | 1950 - 1960  | -                                  | 2              | -         |
| Hall          | États-Unis | 1951         | -                                  | 1              | -         |
| Kuzma         | États-Unis | 1951 - 1960  | -                                  | 10             | 1         |
| Langley       | États-Unis | 1950         | -                                  | 1              | -         |
| Lesovsky      | États-Unis | 1950 - 1960  | -                                  | 9              | -         |
| Marchese (en) | États-Unis | 1950 - 1951  | -                                  | 2              | -         |
| Meskowski     | États-Unis | 1960         | -                                  | 1              | -         |
| Moore         | États-Unis | 1950 - 1959  | -                                  | 3              | -         |
| Nichels       | États-Unis | 1950 - 1954  | -                                  | 2              | -         |
| Olson         | États-Unis | 1950         | -                                  | 1              | -         |
| Pankratz      | États-Unis | 1954 - 1955  | -                                  | 2              | -         |
| Pawl          | États-Unis | 1951 - 1955  | -                                  | 3              | -         |
| Phillips      | États-Unis | 1954 - 1960  | -                                  | 7              | -         |
| Rae           | États-Unis | 1950         | -                                  | 1              | -         |
| Schroeder     | États-Unis | 1951 - 1955  | -                                  | 4              | -         |
| Sherman       | États-Unis | 1951 - 1952  | -                                  | 2              | -         |
| Snowberger    | États-Unis | 1950         | -                                  | 1              | -         |
| Stevens       | États-Unis | 1950 - 1956  | -                                  | 6              | -         |
| Sutton        | États-Unis | 1959         | -                                  | 1              | -         |
| Trevis        | États-Unis | 1951 - 1960  | -                                  | 4              | -         |
| Turner        | États-Unis | 1953         | -                                  | 1              | -         |
| Watson        | États-Unis | 1950 - 1960  | -                                  | 9              | 3         |
| Wetteroth     | États-Unis | 1950         | -                                  | 1              | -         |